# Anatoliy Solovyanenko
Anatoliy Solovyanenko foi um cantor (tenor lírico) de ópera mais conhecidos da Ucrânia. Herói da Ucrânia (2008).
Ele recebeu diversos prêmios e títulos, incluindo o de "Artista Nacional", conferido pelo governo ucraniano durante a era soviética. O Solovyanenko também recebeu o título de Commandore della República Italiana.

## Reconhecimentos
- O teatro de ópera e balé de Donetsk recebeu o nome de Anatoliy Solovyanenko. Um monumento dedicado ao tenor foi instalado perto do teatro.
- O Banco Nacional da Ucrânia emitiu uma moeda comemorativa de dois rublos em homenagem a Solovianenko.[3]